# Karácsony Sándor
Karácsony Sándor (Földes, 1891. január 10. – Budapest, 1952. február 23.) pedagógiai és filozófiai író, egyetemi tanár, a magyar filozófiai gondolkodás egyik legeredetibb alakja.
A 20. század harmincas, negyvenes éveiben az ország legismertebb és legnépszerűbb személyiségei közé tartozott. Szekfű Gyulától Németh Lászlóig, Földessy Gyulától Veres Péterig, Bartók Bélától Kodály Zoltánig, szellemi életünk legkülönbözőbb személyiségei dicsérték, méltatták.

## Élete

### Földestől Debrecenig
1891. január 10-én látta meg a napvilágot Földesen, amely akkoriban Hajdú megye déli határán, Biharország közvetlen közelében, a Sárréten elterülő, 5000 lelket számláló, virágzó nagyközség volt. Lakosai szabad birtokosok és kuriális nemesek voltak. „Határa róna fekete föld, s mindennel megáldott”, írta róla annak idején Fényes Elek. Önkormányzata évszázadok óta ugyanazon gazdákból tevődött össze, akik egyben a helybeli református egyház presbitériumát is alkották. A földesi református elemi népiskola a 16. századtól a debreceni kollégium partikulája, kihelyezett részecskéje volt.
Édesapja, Karácsony Zsigmond sokat olvasó, könyvszerető ember, jómódú birtokos, okleveles mezőgazda és rendkívül művelt ember; édesanyja a balmazújvárosi református lelkész leánya, Papp Mária volt. A kis Sándort és két húgát a családi élet eseményei mellett a falu hagyományai, a tanyasi világ rejtelmei is nevelték. Az iskolában a kisfiú hamar kitűnt éles eszével, élénk fantáziájával, folytonos érdeklődésével, rendkívüli emlékezőképességével. Az akkori szokásnak megfelelően öt osztályt végzett, mindet „első szék elsőként”, vagyis legjobb tanulóként. Elemi iskolai élményeiről több helyütt is írt, legrészletesebben a Holdbéli diákélet című pedagógiai regényében. Az elemi osztályokat a földesi iskolában járta. Tanárairól írta később: „Talán sohasem lettem volna pedagógus, ha már a földesi elemi iskolában két áldott nevelői lelkületű tanítóm nem lett volna”.
A gimnáziumot 1902-től 1910-ig a Debreceni Református Kollégiumban végezte. 1902 szeptemberében íratták be szülei a város híres kollégiumába, ahol a gimnázium nyolc osztályát végezte el. Bár rokonoknál lakott, minden szabad idejét a bennlakók között, a „cétusban” töltötte. Itt igen aktívan tevékenykedett. Elbeszéléseket olvasott fel, önálló nézőpontból kritizálta társait. Az ifjúsági gyülekezet „vigyázó presbitereként” hetedik gimnazista korában színjátékot írt, melyet akkor elő is adtak. Később „Úrnak szolgái mindnyájan” címmel a darabot ki is adták. A tanári kar sok kiválósága közül különösen a nyelvészek és irodalmárok hatottak rá: a tankönyvíró Kulcsár Endre és Gulyás István, a külön franciát tanító Nagy Zsigmond, valamint S. Szabó József vallástanár.
Már diákévei alatt világosan látta, hogy őt az Isten is tanárnak teremtette: „1902 őszén írattak be Debrecenbe elsős gimnazistának. Szeptember 10-én 8-tól 9-ig volt az első latinóránk. A 9 órai tízpercben láttam meg világosan, hogy az Isten is tanárnak szánt. Attól fogva ösztönösen is, tudatosan is készültem erre a pályára. Figyeltem, kritizáltam, töprengtem, terveztem, milyen az ember, ha tanár”. (OM: 9.) Autonóm személyiségként úgy tanulta meg a leckét ahogy kedve tartotta, de úgy is tudta, ahogy megkívánták. 1910-ben kitüntetéssel érettségizett.

### Tiroltól Budapestig
Édesapja mindenáron mezőgazdasági akadémiára akarta küldeni, de ő ragaszkodott a tanári pályához, így érettségi után a Budapesti Tudományegyetem bölcsészkarának hallgatója lett magyar–német szakon. Egyetemi évei előtt azonban egy esztendőt szolgálnia kellett a közös hadseregben.
Az „önkéntes” évet saját elhatározásából szülőföldjétől távol, Tirolban töltötte. A gimnáziumban tanult görög, latin, francia és irodalmi német nyelv után meg kellett ismerkednie az ún. armeedeutsch-csal és az irodalmi olasszal is. Tiszttársai között kapcsolatba került a cseh és román nyelvekkel is. A monarchia nyelvi sokszínűsége és a tiszti vizsga alaposan próbára tette a fiatal Karácsonyt, de ő mindkét téren derekasan helytállt.
1911-től 1914-ig a Budapesti Tudományegyetem magyar–német szakán tanult, közben vendéghallgatóként járt Münchenben, Bécsben, Grazban és Genfben is. A pesti egyetemen tanárai voltak többek között Szinnyei József, Petz Gedeon, Simonyi Zsigmond, Riedl Frigyes és Finánczy Ernő. Külföldi tanulmányai alatt megismerkedett Ferdinánd Saussure nyelvészeti tanaival és a modern stilisztikával. Fél évig hallgatta a kiváló germanista Hermann Pault, Wilhelm Streitberg vezetésével búvárkodott az összehasonlító nyelvészetben, megismerkedett Wilhelm Wundt néplélektanával, folklórt pedig Fridrich von der Leyentől tanult.
1914. július 22-étől éppen fegyvergyakorlatot teljesített az Isonzó partján lévő Tolmein városában, amikor megtörtént a hadüzenet. A kelet-galíciai frontra került, és az első ütközetek egyikében (1914. november 20.) olyan súlyosan megsebesült, hogy egész életében két mankóval, illetve két bottal kellett járnia. Többször operálták, és a mozgáshiánytól egyre jobban elnehezedett. Azokról a változásokról, amelyek a háborús évek és események során lelkében végbementek, hűen tanúskodnak akkoriban írt versei. Az én problémáktól a verekedő kedvű puskaszorításig, a haláltusától a bocsánatkérő megbékélésig minden fázist tükröznek a később „Felkavart régi avar” címmel kiadott napló-szerű költeményei.
1915 nyarán betegszabadságon, Földesen folytatta a korábban már elkezdett néplélektani gyűjtőmunkát. 1915. december 12-étől hadirokkant tartalékos főhadnagyként Mahrisch-Weisskirchenben, a mai Hranicban (Csehország) lévő katonai középiskolában tanított, sokféle tantárgyat németül. 1917–18-ban pótolta a világháború miatt elmaradt félévet, és 1918. augusztus 12-én megkapta tanári oklevelét (száma: 5291).
1918 szeptemberétől a kassai főreáliskolában tanított. Az itt szerzett nevelési tapasztalatait írta meg később A siccki banda címen megjelent pedagógiai regényében. Ekkor alakult ki a nyelvi neveléssel kapcsolatos, egészen új felfogása.

### A Tavaszmező utcában
1919. nyár elején Pestre került, ahol a Közoktatási Népbizottságon tantervi munkálatokat végzett Nagy László mellett. Rövid ideig a tankerületi főigazgatóságon működött, de mivel mindenáron tanítani akart a józsefvárosi Zrínyi Miklós Gimnáziumban, a Tavaszmező utcába helyeztette magát. Diákjait nyaranta szülőfalujába vitte. A villany nélküli földesiek a diákok ügyességéből rádiót hallhattak.

A Tavaszmező utcai gimnáziumban töltött nyolc év alatt minden iskolai munkakörben működött: volt osztályfőnök, önképzőköri vezető tanár, énekkari és zeneköri felügyelő, segítőegyesületi irányító, könyvtárőr, cserkészparancsnok, tantestületi jegyző és igazgatóhelyettes. A nyolc év alatt sok, iskolán kívüli munkát is végzett. 1919 decemberében megismerkedett Megyercsy Bélával, aki bevonta a protestáns Keresztyén Ifjúsági Egyesület (KIE) munkájába. A KIE serdülő foglalkozásaiból nőtt ki a magyarországi cserkészet. Karácsony Sándor csakhamar országos hírű cserkészvezető lett, nyolc évig töltötte be a Magyar Cserkészszövetség társelnöki pozícióját Sík Sándor, majd Vitz Béla mellett.
Ifjúsági lapszerkesztőként is igen sokat dolgozott: írt, utazott, levelezett olvasóival, előadásokat tartott, tábort szervezett. 1922-től kezdődően tíz éven keresztül szerkesztette Az Erőt, a Magyar Evangéliumi Keresztyén Diákszövetség havi folyóiratát. Mindemellett tudományos tevékenységet is folytatott: már egyetemista korában elkezdte néplélektani kutatásait, szülőföldje kilenc községében.
1922-ben írta meg doktori disszertációját, amelyet 1924-ben nyújtott be a Debreceni Tudományegyetemre. Az értekezés címe: A népiskolai reform és az alsónéposztály lelki alkata. 1927-ig dolgozott a Magyar Királyi Állami Zrínyi Miklós Reálgimnáziumban, ahol voltak, akik működését „nem nézték jó szemmel”. Mások viszont olyannyira értékelték tudományos aktivitását, hogy 1927 őszén bevonták a Magyar Tudományos Akadémia szótári munkálataiba. Gimnáziumi évei alatt magánéletének legfontosabb eseménye, hogy feleségül vette Szalay Terézt, a Keresztyén Leányegyesület hazai és nemzetközi körökben egyaránt ismert vezetőjét. Házasságukból egy fiú és két leány született.

### A Tudományos Akadémián
Karácsony Sándor 1927. szeptember 1-jével kezdte meg tudományos munkásságát az Akadémián, miközben hivatalosan továbbra is a gimnázium állományában maradt. Ehhez a beosztáshoz Kornis Gyula, a frissen kinevezett államtitkár „segítette hozzá", aki nem tudta feledni, hogy néhány éve kemény kritikát kapott az akkor még ismeretlen, fiatal tanártól. Karácsony azt írta a nagyhatalmú kultúrpolitikusról, hogy nemcsak feltételezi a kasztrendszert, hanem konzerválni is akarja.
Kornis felfogása szerint a tehetséges parasztfiataloknak nem kell továbbtanulniuk, jobb volna falujukban maradniuk, hogy földjük javát szolgálják. Jobbnak látszott tehát, ha a bátor kritikus „nem mételyezi tovább a diákok ártatlan lelkét”, hanem tudományos munkával gyümölcsözteti képességeit. Így kapcsolódott be Karácsony Sándor a nemzet legértékesebb kincsének, a szókincsnek „leltározásába”, tudományos feldolgozásába.
A magyar etimológiai szótárat szerkesztő bizottságához társult, amelyhez a kultuszminisztérium nyelvészetben jártas középiskolai tanárokat rendelt.
Bármilyen gazdagító hatással volt is Karácsony Sándorra a csendes akadémiai munkaközösség, nem hagyott fel a nevelés különböző színterein végzett – országos hatású – tevékenységével sem.

### A debreceni professzor
1929 májusában a debreceni tudományegyetem bölcsészeti karán a filozófia, pedagógia és a magyar nyelvészet doktorává avatták. Ugyanitt 1934-ben magántanári habilitációt szerzett pedagógiából; tárgyköre: Az iskola nevelő munkája.
1934 és 1942 között Debrecenben - mint magántanár, - minden szemeszterben népes hallgatóság előtt tartotta előadásait. 1942. július 1-jén a debreceni tudományegyetem bölcsészkarán nyilvános rendes tanárrá, a pedagógia professzorává nevezték ki. 1942-től 1950-ig maradt ebben a pozícióban, miközben óriási irodalmi munkásságot fejtett ki.
Karácsony fokozatosan országos vezető szerephez jutott az ifjúság nevelését irányító szervezetekben: szerkesztette az "Erő"-t és a "Diákvilág"-ot, munkatársa a 101 népdal kiadásának, oroszlánrészt vállalt a regöscserkészet megszervezésében.

### A közéleti ember
1944 márciusától már nem szerepelt nyilvánosan, vidéken tartózkodott, mert a Gestapo „érdeklődött utána". A hatóságok már korábban is felfigyeltek rá, mert írásaiban a szomszéd népekkel való megbékélést hirdette. Ezért 1935-ben kb. egy évre rendőri felügyelet alá helyezték. 1944 szeptemberében visszatért Budapestre, az ostromot Budán élte át. 1945 februárjától több közéleti tevékenységbe kezdett.
Áprilistól az Országos Köznevelési Tanács elnökségi tagja, a középiskolai szakosztály elnöke, a Magyar Népművelők Tudományos Társaságában a Pedagógiai Szakosztály elnöke.
1945 júniusában a Magyar Cserkészszövetség tiszteletbeli elnöke lett, Sík Sándorral együtt. 1945. október 9-én a VKM rendelete alapján megalakult az Országos Szabadművelődési Tanács, amelynek első elnöke lett. Október 21-én a Magyar Evangéliumi Keresztyén Diákszövetség (MEKDSz) újra elnökévé választotta.
1946. augusztus 22-én megalakult a Magyar Cserkészfiúk Szövetsége, amelynek elnöke Karácsony Sándor.
Szeptembertől a debreceni tudományegyetem Tanárképző és Tanárvizsgáló Bizottságának elnöke.
Október 12-én a Magyar Demokratikus Ifjúsági Szövetség (MADISZ) elnökévé választották, amely 1948. március 15-éig működött.
1947–48-ban főszerkesztője az Új Szántás című, havonként megjelenő folyóiratnak, az Országos Szabadművelődési Tanács kiadásában.
Az erősödő dogmatizmus háttérbe szorította; az egyetemről nyugdíjazták, és irodalmi munkálkodását is lehetetlenné tették.
1948-tól kezdődően tevékenységét – politikai okok miatt – több oldalról bírálták, támadták. Ezért tisztségeiről és megbízatásairól szép sorjában lemondott. 1950. március 28-ára lezavarták katedrájáról, és augusztus 1-jei hatállyal nyugdíjazták. Utolsó éveiben gyakran tartózkodott Földesen és balatonakarattyai nyaralójában.
1952. február 23-án Budapesten hunyt el szívbénulás, szívizomelfajulás, agyvérzés következtében. Utolsó útjára rengeteg tisztelője kísérte el.

## Karácsony Sándor munkássága
Spekulatív módon kidolgozott pedagógiai-filozófiai rendszere – érdekes pedagógiai megfigyelések mellett – egészében véve objektív idealista szemléletet tükröz.
Karácsony Sándor eredetileg – és talán mindenekelőtt – pedagógus volt.
Igazi pedagógus, aki mindenáron – sokszor hitelessége árán is – elmondta a maga gondolatait, nagyon sokszor a szimbólumok nyelvén, sokszor megbotránkozást keltve. Mind a pedagógiában, mind a filozófiában, mind a pszichológiai tudományokban megelőzte korát. Olyan tudományoknak lett megteremtője, szervezője, melyek korunkban kezdenek kibontakozni.

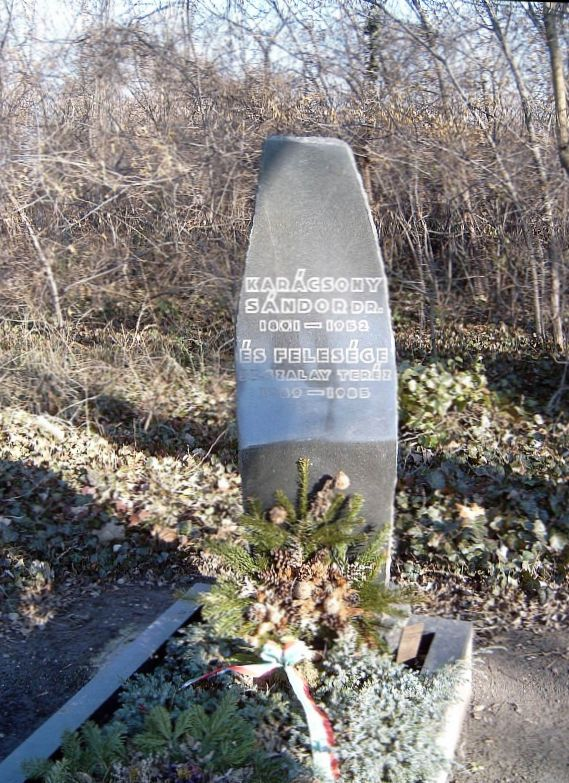
Karácsony Sándor sírja Budapesten. Kerepesi temető 33/1-1-22

Megtanulták tőle, hogy a tanulót szeretni kell, akinek növekednie kell, a pedagógusnak pedig alábbszállnia. Örökül hagyta, hogy igyekezzen a pedagógus belülről is megismerni tanítványait: a gyermeket és a serdülőt, egyiket is, másikat is a maga nemében. Karácsony számára hiányzott a diák-partner. Úgy vélte, hogy az a természetes, hogy önálló gondolatai vannak a diáknak, mer és tud kérdezni. Legyen tehát tevékeny társa tanárának, az sem baj, ha kételkedik, ha lázad, ha gyanakszik.
Hű akart maradni tanári esküjéhez, s tanítani, oktatni akarta a latint, a magyar és a német nyelveket; de azt olvasta ki a gyerekek szeméből, hogy inkább „tessék bennünket szeretni”. Karácsony megfogadta ezt: először játékosan viszonyult hozzájuk, majd egyre inkább megdolgoztatta őket. Végül eszményképük lett, s vállalta, hogy a vitapartnerük lesz, hogy felnőtt korukban felnőttként kezelhesse majd őket.
Karácsony minden műve pedagógiai fogantatású, nagyon sokszor újrafogalmazza magában a nevelés meghatározását. A pedagógia – vallja – nem más és nem több, mint tudomásul venni azt a tényt, hogy közösségi életünkben gyermekek is vannak. A gyermekekkel életközösséget kell vállalni. Ez a szeretet jegyében történik. A katedráról csak tanítani lehet. Erről le kell szállni, mert innen csak a tömeget látni. A nevelés fő tárgya az egyén, mi több, a személyiség. A nevelés közösségi jellegű. A nevelés csak akkor lesz sikeres, ha az egyéniség sértetlen marad, ha megőrzi autonómiáját. Karácsony szerint a nevelés kulcsa: A „másik ember”.
Karácsony munkásságában több utalás van az irodalomművészeti nevelésre. Vezérelve, hogy irodalomra és művészetre csak irodalommal és művészettel lehet nevelni. Ez alatt azt értette, hogy az irodalom tanítása közben irodalmi légkört kell teremteni, s ez a légkör megteszi a maga nevelő hatását. Ugyanezek elmondhatók a képzőművészetekről is.
Megtanította, hogy „önmagában az ember - … nem is ember. Örömünk, boldogságunk, jólétünk forrása a másik ember. Csak ketten alkotunk egyet, mert az egyik minden vonatkozásban függ a másiktól. Ebben benne foglaltatik, hogy a diák is ember, mindegyik egy másik ember, akihez a pedagógusnak úgy kell viszonyulnia, hogy megértsék, kiegészítsék egymást”.

## Idézetek Karácsony Sándortól
A nevelés „Két emberi lélek közös
funkciója: a nevelőké és a növendékeké”.
„A pedagógus nem lehet elkeseredett, megtorpant ember,
mert a pedagógusnak egyetlen karizmája van:
a jövőbe vetett hit optimizmusa.”
„Minden gondolatunk, minden tervünk azt célozza: hogy lehetne benneteket vidámabbá, életrevalóbbá, műveltebbé, derekabbá tenni.”
”Diákéveim után … tanár, cserkész, lapszerkesztő,
előadó, szónok, mozgalmi titkár, egyesületi elnök
író és nemzetközi műkedvelő diplomata lett belőlem.”
”Én Hajdú megyében jöttem a világra, nyolc esztendőn keresztül a Debreceni Kollégium dajkált és a mai napig ábrándos, hű szeretője maradtam a nagy magyar Alföldnek. A gondolkozásom, egész belső valóm kialakulásában érzem áldott beavatkozását mind a három tényezőnek.”
”… az, hogy »magyar«, nem faj, nem vér, hanem lélek dolga. Nem a vér alakította ki a magyar lelket s hozta létre így a magyar fajt, hanem ellenkezőleg, a magyar lélek hatott a vérre s most és minden időben az a magyar faj, amit a magyar lélek
áthatott. Mindenki olyan mértékben magyar, amekkora mértékben
magyar lélek ereje él és hat rajta keresztül…”

## Főbb művei
- A csucsai front (r., Bp., 1928)

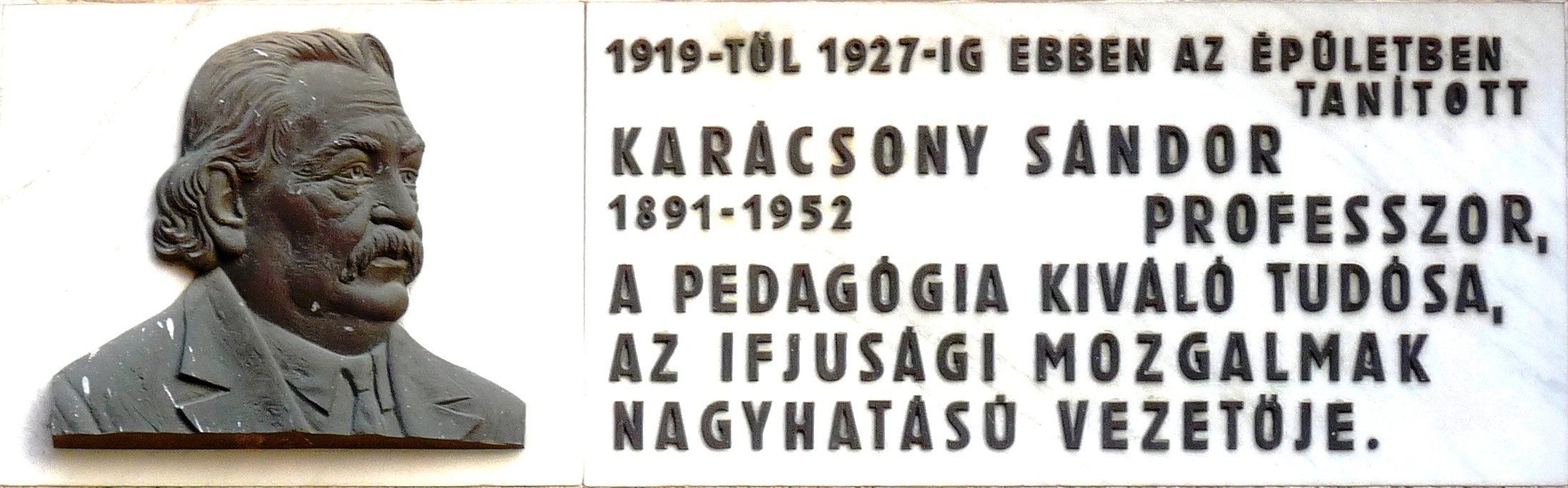
Emléktáblája Budapest VIII. kerületében

- A tanulás mesterfogásai; Középfokú Iskolák Országos Missziói Bizottsága, Bp., 1929 (A református diák)
- Leckék a leckéről; Az Erő, Bp., 1931
- Nyugati világnézetünk felemás igában; Szövétnek, Bp., 1933
- Hegyi beszéd (r., Bp., 1937)
- Barátság és szerelem (Bp., 1938)
- A Siccki-banda. A barátkeresés regénye; Exodus, Bp., 1938
- Szerelem és ifjúság; Exodus, Bp., 1938
- A neveléstudomány társas-lélektani alapjai. I., A nyelvi nevelés és a társaslélek értelmi működése, 1-2.; Exodus, Bp., 1938-1941
- A magyar észjárás és közoktatásügyünk reformja; Exodus, Bp., 1939 (A neveléstudomány társas-logikai alapjai)
- Új háromkirályok csillaga. 5 gyermekszíndarab; Exodus, Bp., 1939
- Az irodalmi nevelés; Exodus, Bp., 1941 (Neveléstudományi dolgozatok társaslélektani és -logikai alapon)
- A másik ember felé. Az Exodus munkaközösség dolgozatai; szerk. Karácsony Sándor; Exodus, Debrecen, 1942
- A neveléstudomány társas-lélektani alapjai. III., A társadalmi nevelés és társaslélek akarati működése, 1-3.; Exodus, Bp., 1944-1946
- A nyolcéves háború; Exodus, Bp., 1944 (A magyar diák eligazítása)
- A cinikus Mikszáth; Exodus, Bp., 1944
- A neveléstudomány társas-lélektani alapjai. IV., A társaslélek alsó határa és a jogi nevelés, 1-2.; Exodus, Bp., 1945-1947
- Holdbeli diákélet (r., Bp., 1948)
- Lélek és nevelés. Három tanulmány; Nis, Kolozsvár, 1995 (Erdélyi kiskönyvtár)
- Hatalom alá vetett ember; szöveggond. Kontra György; Harmat–Koinonia, Bp.–Kolozsvár, 1995
- Kik vagyunk, és mit akarunk? Válogatott írások református diákoknak; SDG Diákmozgalom, Bp., 2000 (SDG füzetek)
- Magyarság és nevelés. Tanulmányok; vál., szerk., utószó, jegyz. Lendvai L. Ferenc; Áron, Bp., 2003
- A magyarok Istene. Vallásos nevelés; szerk., utószó Kövendi Dénes; Széphalom Könyvműhely, Bp., 2004 (Rejtett kulturális forrásaink)
- Magyar ifjúság. Tettrendszer és etika; szerk., függelék Kövendi Dénes; 2. bőv. kiad.; Széphalom Könyvműhely, Bp., 2005 (Rejtett kulturális forrásaink)
- A neveléstudomány társaslogikai alapjai: A magyar észjárás és közoktatásügyünk reformja, Bp., 1939, 2009
- A neveléstudomány társaslélektani alapjai: A nyelvi (irodalmi) nevelés és a társaslélek értelmi működése: Magyar nyelvtan társaslélektani alapon, Bp., 1938, 2010
- A könyvek lelke (Jelrendszer és jelképrendszer. Irodalmi nevelés), Bp., 1941, 2006
- A társaslélek felső határa és a transzcendensre nevelés: A magyar világnézet (Világnézeti nevelés), Bp., 1941, 2007
- A magyarok Istene (Vallásos nevelés), Bp., 1943, 2004
- A társadalmi nevelés és a társaslélek akarati működése: A magyarok kincse (Értékrendszer és axiológia), Bp., 1944, 2008
- Magyar ifjúság (Tettrendszer és etika), Bp., 1946, 2005
- Ocsúdó magyarság (Szokásrendszer és pedagógia), Bp., 1942, 2002
- A társaslélek alsó határa és a jogi nevelés: A magyar demokrácia (Függetlenségre – autonómiára nevelés), Bp., 1945, 2011
- A magyar béke (Háborúból békére – reformra nevelés), Bp., 1947, 2011
- Modern nevelés – magyar nevelés. Karácsony Sándor pedagógiája; vál., szerk. Heltai Miklós; Kairosz, Bp., 2012 (Magyar örökség – Kairosz)
- Nyugati világnézetünk felemás igában; szerk. Heltai Miklós, utószó Kontra György; Széphalom Könyvműhely, Bp., 2012 (Rejtett kulturális forrásaink)
- Válogatott elbeszélések Az Erő című diáklapból; Széphalom Könyvműhely, Bp., 2016 (Rejtett kulturális forrásaink)

## Emlékezete
- Karácsony Sándor-díj, 2012-ben megszűnt, az oktatási miniszter által adományozható elismerés tanítók részére
- Karácsony Sándor-díj, a Nemzeti Művelődési Intézet által 2019-ban alapított közművelődési díj fiatal szakemberek részére
- Nevét viseli egy-egy általános iskola Csepelen,[3] Debrecenben,[4] Földesen[5] és Kispesten.[6] Ezeken kívül Földesen található a Karácsony Sándor Közösségi Ház.[7]
- Szintén a nevét viseli a Karácsony Sándor Pedagógiai Egyesület.[8]
- Budapesten, Dunakeszin, Fonyódon, Töltéstaván, Zalaegerszegen utcát, Földesen teret neveztek el róla.

## Szakirodalom
- Karácsony Sándor önállóan megjelent műveinek bibliográfiája; összeáll. Karacs Zsigmond, szerk. Freisinger Jenő; Hajdú-Bihar megyei Könyvtár, Debrecen, 1986
- Boros Dezső kiadatlan dolgozatai Karácsony Sándor pedagógiájáról és a tanárképzésről; KLTE, Debrecen, 1990 (Acta paedagogica Debrecina)
- Karácsony Sándor öröksége; szerk. Petrikás Árpád Bajkó Mátyás et al.; DAB–Hajdú-Bihar Megyei Pedagógiai Intézet, Debrecen, 1991 (Pedagógiai értékek és műhelyek)
- Karácsony Sándor emlékkiállítás. Karácsony Sándorról – könyvek lapjain...; összeáll. Ványi Lajosné; Karácsony Sándor Művelődési Társaság, Földes, 2000 (A Karácsony Sándor Művelődési Társaság füzetei)
- Kontra György: A neveléstudomány társas-lélektani alapjai; OPKM, Bp., 1992 (Magyar pedagógusok)
- Kontra György: Karácsony Sándor; OPKM, Bp., 1992 (Magyar pedagógusok)
- Lendvai L. Ferenc: Egy magyar filozófus: Karácsony Sándor; Akadémiai, Bp., 1993
- Gellért Sándor: Karácsony Sándor szekerében; bev., jegyz. Jánosi Sándor, szöveggond. Kövendi Dénes; Magtárstúdió, Vigántpetend, 1995
- Hatvany László: Debreceni emlékeim 1945-47-ből; Hatvany László, Bp., 1997 (Karácsony Sándor füzetek)
- Csenki Imre–Kondor Imre–Szabó Árpád: Debreceni tanártársai Karácsony Sándorról; Hatvany László, Bp., 1997 (Emlékezések Karácsony Sándorra)
- Gyökössy Endre–Szathmáry Lajos: Mit kaptam Karácsony Sándortól?; Hatvany László, Bp., 1997 (Emlékezések Karácsony Sándorra)
- Fábián Gyula: Találkozásaim; Hatvany László, Bp., 1998 (Emlékezések Karácsony Sándorra)
- Karácsony Sándor és a kollégiumi nevelés, családpedagógia tegnap és ma; Karácsony Sándor Művelődési Társaság, Földes, 2000 (A Karácsony Sándor Művelődési Társaság füzetei)
- Lányi Gusztáv: Magyarság, protestantizmus, társaslélektan. Hagyomány és megújulás konfliktusa Karácsony Sándor életművében; Osiris, Bp., 2000
- A 110 éve született Karácsony Sándor munkássága a magyar közművelődésben; Karácsony Sándor Művelődési Társaság, Földes, 2001 (A Karácsony Sándor Művelődési Társaság füzetei)
- Gyökerek és gyümölcsök. A Karácsony Sándor Tudományos Konferencia előadásai. Kossuth Lajos Tudományegyetem 1999. szeptember 29.; szerk. Lénárd Gábor; DE Neveléstudományi Tanszék, Debrecen, 2002 (Acta paedagogica Debrecina)
- Kontra György: Karácsony Sándor, a nagyhírű professzor; BIP, Bp., 2003
- Karácsony Sándor folyóiratcikkeinek bibliográfiája, 1920-1948; összeáll. Kövendi Dénes; Csökmei Kör, Pécel, 2004
- Simoncsics Péter: Paradigmaváltás légüres térben. Karácsony Sándor, Lotz János és Laziczius Gyula kísérletei a magyar grammatika megújítására a XX. század 30-as éveiben; Tinta, Bp., 2005 (Segédkönyvek a nyelvészet tanulmányozásához)
- Karácsony Sándorra emlékezve a reneszánsz emlékév jegyében; Karácsony Sándor Művelődési Társaság, Földes, 2008 (A Karácsony Sándor Művelődési Társaság füzetei)
- Karácsony Sándor, a pedagógus; Karácsony Sándor Művelődési Társaság, Földes, 2009 (A Karácsony Sándor Művelődési Társaság füzetei)
- Bognárné Kocsis Judit: Karácsony Sándor pedagógiai modellje és recepciója a református felsőoktatásban. PhD értekezés; PE Modern Filológiai és Társtudományi Kar Neveléstudományi Intézet, Pápa, 2010 (PhD értekezések Pannon Egyetem Neveléstudományi Intézet Pedagógiai Oktató- és Kutatóközpont)
- Nemzetnevelés, felnőttnevelés, közművelődés; szerk. Juhász Erika, Szabó Irma; Debreceni Egyetem, KultúrÁsz Közhasznú Egyesület–Csokonai, Debrecen, 2010
- Karácsony Sándor, a példakép; Karácsony Sándor Művelődési Társaság, Földes, 2012 (A Karácsony Sándor Művelődési Társaság füzetei)
- Elődeink. Karácsony Sándor, Kiss Árpád, Jausz Béla; szerk. Rébay Magdolna; DE BTK Neveléstudományi Intézet, Debrecen, 2014 (Gyűjteményi füzetek Debreceni Egyetem BTK Neveléstudományok Intézete)
- A nevelés kozmológusai Kodály Zoltán, Karácsony Sándor és Németh László megújító öröksége; szerk. Lázár Imre, Szenczi Árpád; átdolg., bőv. kiad; KRE–L'Harmattan, Bp., 2015 (Károli könyvek. Tanulmánykötet)
- Deme Tamás: Gondolatok Karácsony Sándor művészetszemléletéről; Magyar Művészeti Akadémia, Bp., 2016